# O-bake no Holly
O-bake no Holly (яп. おばけのホーリー) — японский аниме-сериал, выпущенный студией Studio Junio. Транслировался по телеканалу NHK с 18 января 1991 года по 6 марта 1992 года. Всего выпущено 200 серий аниме, каждая серия длится по 10 минут. Сериал также транслировался на территории Израиля, Испании по телеканалу TV3, музыкальная концовка сериала была дублирована на каталонском языке.

## Сюжет
Сюжет разворачивается вокруг Холли, сотворённого из шоколада ведьмой Маджолин, который учится на «святого духа» то бишь «бабайку» — духов, распространяющих страх. Холли будут помогать Тореппа (сотворён из туалетной бумаги), Кэнди (из конфеты) и Питон (из зелёного перца), вместе они будут учиться пугать людей.

## Роли озвучивали
- Хидэюки Умэдзу — Какарасу
- Дзюмпэй Такигути — Питон
- Мика Канай — Холли
- Рихоко Ёсида — Маджолин
- Рюсэй Накао — Торэппа
- Косэй Яги — Тёкола-дзисан
- Косэй Цукуй — Омавари-сан
- Масако Нодзава — Мадзёбаба
- Рэна Юкиэ — Росиэ
- Аяко Сирайси — Паттарон